# Irena Chřibková

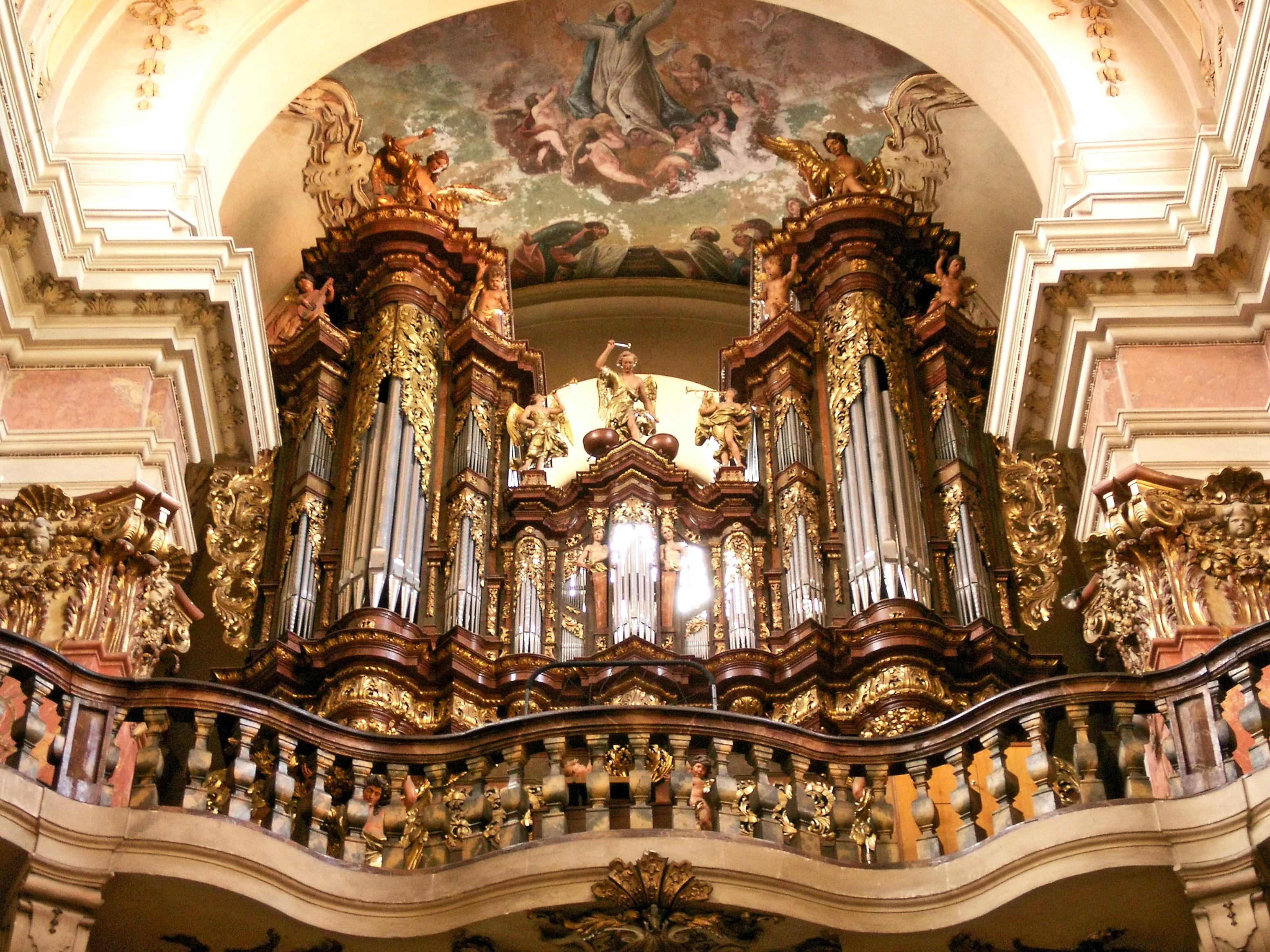
Čtyřmanuálové svatojakubské varhany, na které hraje jako titulární varhanice

Irena Chřibková (* 22. července 1959, Bohumín) je česká varhanice.

## Životopis
Studovala konzervatoř v Kroměříži u Karla Pokory, HAMU v Praze u prof. Milana Šlechty a na Národní konzervatoři v Rueil-Malmaison u Paříže (Conservatoire National de Rueil-Malmaison) u Susan Landale. Pedagogicky působila na konzervatoři v Kroměříži (1988–1994), od té doby v Praze. Od roku 1996 je ředitelkou Mezinárodního varhanního festivalu, konaného v bazilice sv. Jakuba na pražském Starém Městě, kde také působí jako titulární varhanice. Založila koncertní agenturu Svatojakubské Audite Organum, která pořádá koncerty v bazilice sv. Jakuba. Byla porotkyní varhanních soutěží (Mezinárodní interpretační soutěž Brno, Mezinárodní varhanní soutěž Petra Ebena).

## Ocenění
- 1978 – Druhá cena ze Soutěže mladých varhaníků v Opavě
- 1988 – Finalistka soutěže Grand Prix Bordeaux